# 白い約束/山鳩
「白い約束／山鳩」（しろいやくそく／やまばと）は、1975年12月にリリースされた山口百恵の11枚目のシングルである。発売元はCBSソニー。

## 概要
山口百恵のシングル曲としては、作曲に初めて三木たかしが起用された。
「山鳩」は山口と三浦友和の3作目の共演となった東宝映画『絶唱』のテーマとなった。
「白い約束」は、本人が出演したTBSドラマ『赤い疑惑』の中で、他の出演者によって歌われるシーンが何度か登場する。

## 収録曲
| 全作詞: 千家和也、全作曲: 三木たかし。 |              |           |            |              |      |
| #                                      | タイトル     | 作詞      | 作曲・編曲 | 編曲         | 時間 |
| 1.                                     | 「白い約束」 | 千家和也  | 三木たかし | 萩田光雄     | 3:41 |
| 2.                                     | 「山鳩」     | 千家和也  | 三木たかし | あかのたちお | 3:03 |
| 合計時間:                              | 合計時間:    | 合計時間: | 6:44       |              |      |

## 品番
- 1975年12月21日 - EP: SOLB 353（シングル）

## 関連シングル
- 1978年4月21日 - EP: 06SH 300（「GOLDEN SINGLE」 片面: 愛に走って）
- 1989年3月21日 - 8cmCD: 10EH 3178（「Platinum Single SERIES」 C/W: 愛に走って）
- 2004年5月19日 - 8cmCD: MHCL 10026（オリジナル・カラオケ、「17才のテーマ」 初回紙ジャケ仕様盤）

## 関連作品
- 白い約束
  - 17才のテーマ
  - Best of Best 山口百恵のすべて
  - 33 SINGLES MOMOE
  - 百惠辞典
  - GOLDEN J-POP/THE BEST 山口百惠
  - GOLDEN☆BEST 山口百恵 PLAYBACK MOMOE part2
  - MOMOE PREMIUM
  - 山口百恵ベスト・コレクション VOL.1
  - Complete MOMOE PREMIUM
  - コンプリート百恵伝説
  - GOLDEN☆BEST 山口百恵 コンプリート・シングルコレクション

- 白い約束 （ライブ音源）
  - MOMOE ON STAGE
  - MOMOE IN KOMA
  - MOMOE LIVE PREMIUM

- 山鳩
  - 17才のテーマ
  - Best of Best 山口百恵のすべて
  - 百恵・アクトレス伝説
  - 百惠辞典
  - MOMOE PREMIUM
  - Complete MOMOE PREMIUM
  - コンプリート百恵伝説